# Monacon robertsi
Monacon robertsi är en stekelart som beskrevs av Boucek 1980. Monacon robertsi ingår i släktet Monacon och familjen gropglanssteklar.
Artens utbredningsområde är Papua Nya Guinea. Inga underarter finns listade i Catalogue of Life.